# Ismail Ahmed Kadar Hassan
Bản mẫu:Arabic name
Ismail Ahmed Kadar Hassan (sinh ngày 23 tháng 5 năm 1987), thường gọi Ismail Hassan, là một cầu thủ bóng đá người Djibouti thi đấu ở vị trí tiền vệ. Hiện tại anh thi đấu cho Calais RUFC.